# Mor Danmark

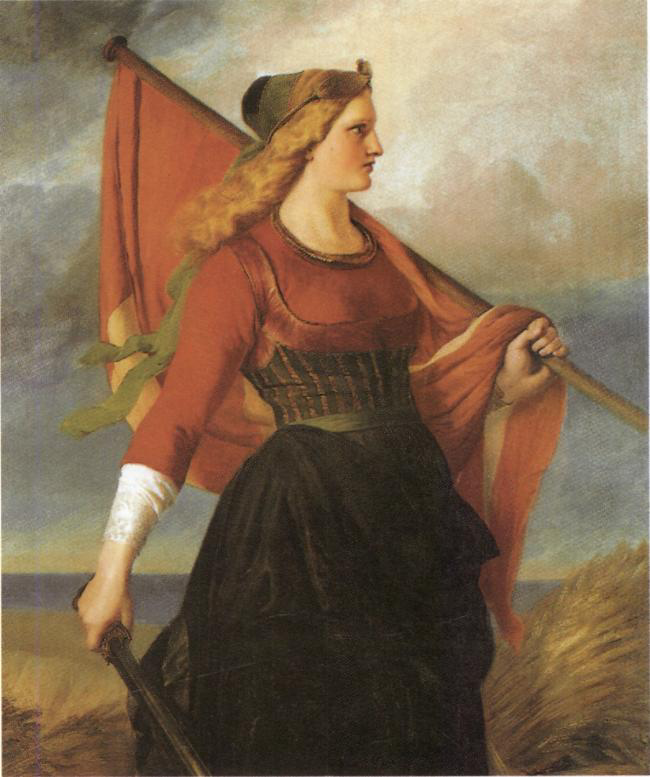
Moder Danmark (1851) de Elisabeth Jerichau-Baumann.

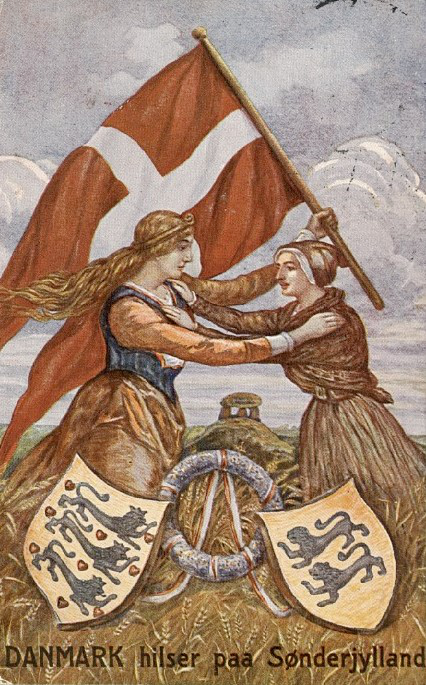
Pintura del año 1920 que muestra a Mor Danmark con una de las dos sønderjyske piger (hijas del sur de Jutlandia), dos niñas de un famoso cuento infantil de Dinamarca.

Mor Danmark, también conocida como Moder Danmark (en español: Madre Dinamarca) es la personificación nacional de Dinamarca. La alegoría se remonta al siglo XVIII y XIX. Tanto el teólogo Nikolai Frederik Severin Grundtvig como el escritor Bernhard Severin Ingemann y Steen Steensen Blicher usaron alegorías con Mor Danmark en sus obras. Adam Oehlenschläger describió por el 1805 a su patria Dinamarca como su segunda madre.
La imagen más conocida es Moder Danmark de Elisabeth Jerichau-Baumann pintada tras la batalla de Idstedt en 1851. La pintura muestra a una mujer rubia de rasgos escandinavos, que con una espada va caminando sobre un maizal. Otra representación muestra a la madre de Dinamarca con una de las dos niñas del sur de Jutlandia (sønderjyske piger) que compiten por las tierras del sur, que representa al Ducado de Schleswig o Sønderjylland (en danés). Aquellas figuras ayudarían finalmente a crear un prototipo para la representación de Mor Danmark. En el siglo XX salió en un poema de Mogens Lorentzen en 1937 y en una caricatura de Arne Ungermanns sobre el referéndum de Schleswig Meridional de 1946 (Say when). La alegoría se suma a una serie de otros iconos nacionales románticos como Holger Danske, Dybbøl Mølle (un famoso molino), los Cuernos de oro de Gallehus o las Piedras de Jelling. 